# Austrian Open 2002
L'Austrian Open 2002  è stato un torneo di tennis giocato sulla terra rossa. È stata la 57ª edizione dell'Austrian Open, che fa parte della categoria International Series Gold nell'ambito dell'ATP Tour 2002. Si è giocato al Kitzbühel Sportpark Tennis Stadium di Kitzbühel in Austria, dal 22 al 28 luglio 2002.

## Campioni

### Singolare maschile
Àlex Corretja ha battuto in finale  Juan Carlos Ferrero con il punteggio di 6–4, 6–1, 6–3

### Doppio
Robbie Koenig /  Thomas Shimada hanno battuto in finale  Lucas Arnold Ker /  Àlex Corretja con il punteggio di 7–6(3) 6–4